# NDISwrapper
NDISwrapper ist ein Open-Source-Programm, welches die Nutzung von Windows-Treibern für drahtlose Netzwerkkarten primär unter GNU/Linux ermöglicht.
Die Network Driver Interface Specification (NDIS) bezeichnet dabei die ursprünglich von Microsoft und 3Com standardisierte Treiber-Spezifikation, die es Hardware-Herstellern erleichtern soll, entsprechende Treiber für ihre Geräte zu schreiben. Existieren benötigte Treiber für bestimmte Kartentypen noch nicht für Linux- oder Unix-Systeme, fungiert der NDISwrapper wie ein Adapter zwischen Betriebssystem und Treiber. Er enthält neben dem Modul für den Linux/Unix-Kernel auch Programme zur Administration und Einrichtung der Treiber.

## Grafische Frontends

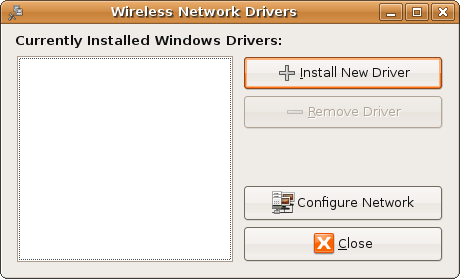
ndisgtk

NDISwrapper besteht aus einem Kernel-Modul und einem Kommandozeilen-Programm zur Administration. Um die Benutzung von NDISwrapper zu vereinfachen, wurden einige grafische Frontends entwickelt, die die Installation des Windows-Treibers vereinfachen sollen. Diese Programme stellen eine grafische Benutzeroberfläche zur Verfügung und verwenden NDISwrapper als Backend. Zu den grafischen Frontends zählen ndisgtk, das bei Zenwalk Linux und Wolvix in der Standard-Installation vorhanden ist, ndisconfig, das standardmäßig unter VectorLinux Verwendung findet und KNDISWrapper für die KDE-3.5.x-Oberfläche.